# Victoria Peak (Hongkong)
Der Victoria Peak (chinesisch 太平山, Pinyin Tàipíng Shān, Jyutping Taai3ping4 Saan1 – „Friedensberg“) mit 552 Metern Höhe ist der bekannteste Berg Hongkongs. Auf Hong Kong Island gelegen, ist er zugleich die höchste Erhebung dieser Insel, wird jedoch vom 958 Meter hohen, in den New Territories gelegenen Tai Mo Shan deutlich überragt.

Sein chinesischer Name Tai Ping Shan bedeutet „Berg des großen Friedens“. Der Gipfel bietet einen weiten Blick über Kowloon und große Teile der Insel Hongkong.
Der Aussichtsturm Victoria Tower auf 379 Metern Höhe, auch The Peak Tower genannt, ist mit der Peak Tram, einer 1888 eröffneten Schweizer Standseilbahn, zu erreichen.
Als im 19. Jahrhundert die Malaria in Hongkong grassierte, war der Victoria Peak bevorzugtes Wohngebiet der Kolonialherren. Heute gehören die Grundstückspreise am Peak zu den höchsten der Stadt; je weiter man nach oben kommt, desto höher werden sie, so dass sich dort die reichsten Bewohner Hongkongs angesiedelt haben.

## Offizielle Residenzen in Victoria Peak
The Peak ist die Heimat einiger wichtiger Beamter in Hongkong
- 19 Severn Road. Wohnsitz des Justizministers
- Victoria House und Victoria Flats in der Barker Road 15. Wohnsitz des ranghöchsten Beamten der Regierung der Sonderverwaltungszone Hongkong
- Haus 11 Barker Road. Wohnsitz des Befehlshabers der Streitkräfte der Volksbefreiungsarmee in Hongkong und ehemaliger Wohnsitz des Oberbefehlshabers der britischen Streitkräfte
- Chief Justice’s House 18 Gough Hill Road. Wohnsitz des obersten Richters von Hongkong

## Natur und Ökologie
Der Victoria Peak ist die Heimat vieler Vogelarten, vor allem des Schwarzmilane und zahlreicher Schmetterlingsarten. Auf dem Peak sind auch Wildschweine, Stachelschweine sowie Schlangen beheimatet.

## Bildung
Auf dem Victoria Peak befinden sich die Bonham Road Government Primary School, die Li Sing Primary School sowie eine Campus der Deutsch-Schweizerische Internationale Schule.